# Generalidad Valenciana
La Generalidad Valenciana, denominada oficialmente en valenciano Generalitat (en su versión bilingüe: Generalitat Valenciana/Generalidad Valenciana), es el conjunto de instituciones de autogobierno de la Comunidad Valenciana, comunidad autónoma de España.
Forman parte de ella las Cortes, el presidente y el Consejo. Son también instituciones de la Generalidad la Sindicatura de Cuentas, el Síndico de Agravios, el Consejo Valenciano de Cultura, la Academia Valenciana de la Lengua, el Consejo Jurídico Consultivo de la Comunidad Valenciana y el Comité Económico y Social de la Comunidad Valenciana.
El antecedente histórico, del que toma el nombre, fue la Diputación del General del Reino de Valencia, que surgió en la segunda mitad del siglo XIV como una comisión delegada de las Cortes encargada de administrar el impuesto denominado generalidades; de ahí que también será conocida con el nombre de Generalidad. En 1418 fue cuando quedó configurada y se convirtió en un órgano permanente. La integraban seis diputados —dos por cada braç—, auxiliados por una serie de oficiales: clavarios, administradores, contadores, etc. Fue abolida por los Decretos de Nueva Planta de Felipe V en 1707. 
La institución, muy diferente a la histórica Diputación del General, fue recuperada en 1982, después de aprobarse el correspondiente Estatuto de Autonomía, por el cual el territorio valenciano se convertía en Comunidad autónoma.

## Historia

### LaDiputació del GeneraloGeneralitat(1418-1707)

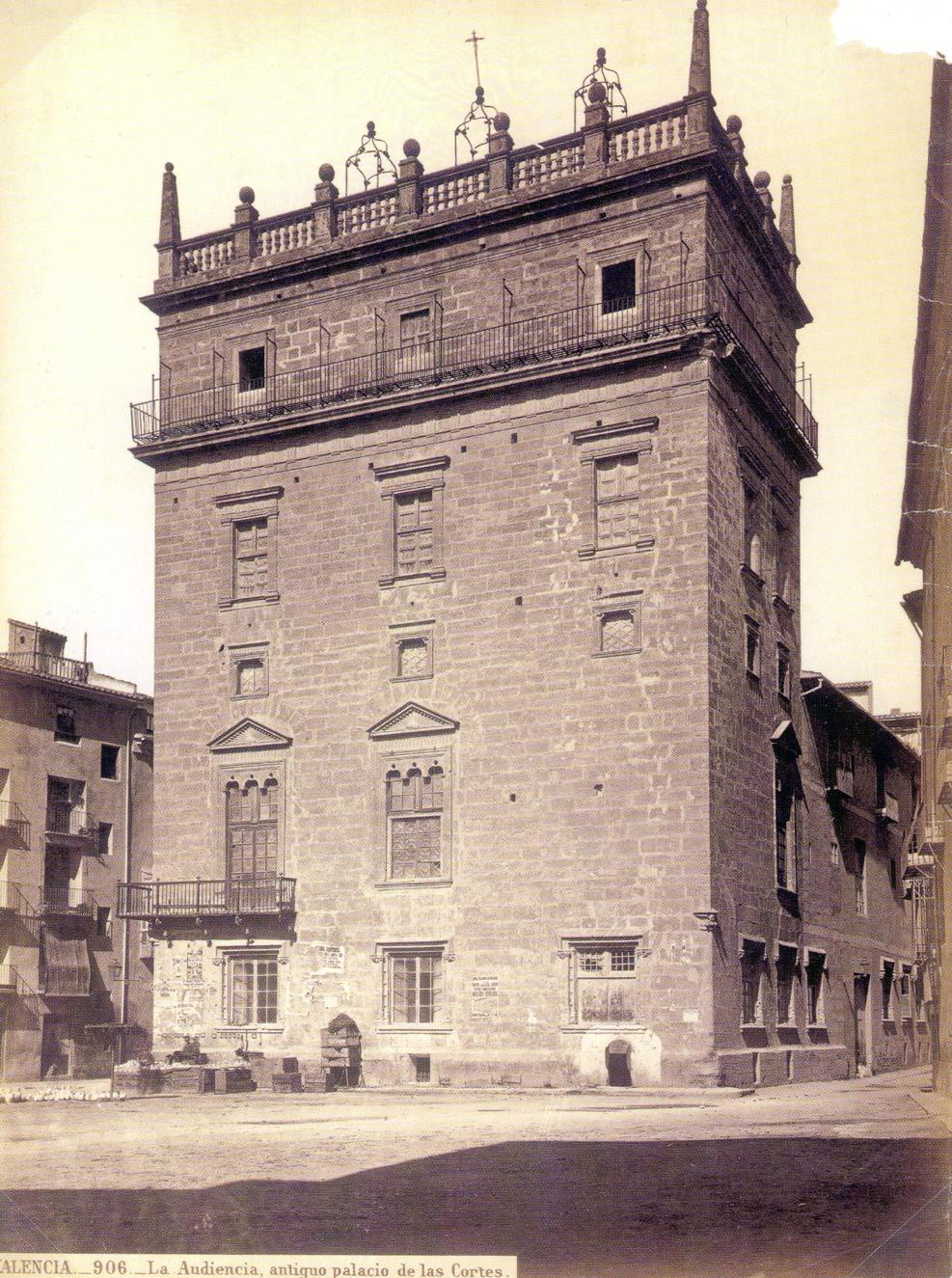
Vista del Palacio de la Generalidad Valenciana desde la plaza de la Virgen de Valencia en 1870

El antecedente de la Diputació del General o Generalitat fueron las comisiones nombradas por las Cortes del Reino de Valencia o Corts de 1329 y 1342-43 para recaudar el donatiu ('donativo': impuesto extraordinario) aprobado en las mismas y que se disolverán una vez cumplida esta misión. En las Cortes de 1362-1362 se aprobó el impuesto de las generalidades cuya denominación se debe «así por cobrarse general e indistintamente de todos como por imponerse por todo el reino» y del que procede que la Diputació del General también sea conocida como Generalitat.

Las generalidades son impuestos indirectos que gravan la importación, exportación y la compra y consumo de diversos productos. [...] Recaen estos impuestos sobre pieles, lanas, aceites, almendras, cera, arroz, lino, tintes, especies, vino, tejidos, sal, madera, etc. Su recaudación se hará, para evitar el aparato que ello significaría, mediante arrendamiento del derecho de cobro en subasta pública. Los mecanismos que rigen los impuestos no permiten hacer frente a las cantidades que se necesitan con cierta urgencia. La Generalitat utiliza entonces la venta de censales o deuda pública. No es, pues, un ingreso, sino un sistema de financiación que tiene como garantía los impuestos

.
Para la administración del nuevo impuesto, que viene a substituir al tradicional donatiu, las Cortes nombran una comisión de las mismas. Por eso algunos historiadores sitúan en esa fecha, 1362-1364, el nacimiento de la Diputació del General aunque su estructura administrativa no quedará fijada hasta 1404, todavía con carácter temporal, y sólo a partir de 1418 se convierte en una institución permanente —que será objeto de diversas reformas en 1419, 1439, 1510,...—.
La Diputació del General la integraban seis diputados —dos por cada braç: nobiliario, eclesiástico y real—, auxiliados por una serie de oficiales: clavarios, administradores, contadores, etc.
Las funciones de la Diputació del General o Generalitat excedieron el campo estrictamente económico para ir cobrando una dimensión política, lo que al principio provocará el enfrentamiento con la ciudad de Valencia ya que sus dirigentes -los jurats- creen que les puede restar protagonismo e influencia en el reino. La ciudad no conseguirá su disolución pero a partir de 1422 los cuatro jurats del braç real ocuparán los cargos de diputado, clavario -encargado de la tesorería-, administrador y contador de la institución.
Según lo acordado en las Corts de 1418, que regularon definitivamente la institución, sus miembros se renovaban cada tres años sin esperar a la reunión de las nuevas Corts ya que los diputados que acababan su mandato eran quienes nombraban a sus sustitutos. Sin embargo, el rey para controlar la institución impuso en 1424 que los dos diputados del braç real fueran dos jurats de la ciudad de Valencia, ya que él controlaba su nombramiento desde la introducción del sistema de la ceda por lo que eran hombres de confianza del rey. Al final del siglo XV el rey Fernando II el Católico ni siquiera se preocupó por las formas para seguir controlando la institución y anuló el sistema electoral y nombró a oficiales reales para ocupar los cargos. Más tarde estableció el método insaculatorio para la provisión de los dos diputados del brazo nobiliario y un rígido turno entre las ciudades —sin incluir Valencia— para ocupar los puestos de diputados del braç real.
Debido al control que ejerció la monarquía sobre la institución la Diputació del General valenciana tuvo menos peso político que la Generalidad de Cataluña y menor capacidad para oponerse a los deseos del rey. Así lo reconocían los propios diputados valencianos en 1624 cuando afirmaban que «nosaltres en este regne no tenim la plenitud de poder que los deputats de Catalunya i Aragó» ('nosotros en este reino no tenemos la plenitud de poder que los diputados de Cataluña y Aragón').
A medida que la Diputació del General perdía peso político, la defensa de los Furs y la representación del reino pasó a los Estaments ('Estamentos'), institución de perfiles mal definidos integrada por los miembros de cada braç residentes en la ciudad de Valencia, que se reúnen por separado. «Así, hasta el final de la época foral se mantiene una especie de contencioso entre Generalitat y Estamentos por pretender ambos encarnar la representación del reino fuera de las Cortes». En las últimas Corts celebradas en 1645 se institucionalizaron los Estaments con la creación de la Junta d'Electes dels Estaments.
Así pues, fue en el siglo XVI cuando comenzó el debilitamiento de la institución debido al contrapoder que formaban los Estaments: nobles; las clases altas urbanas que gobernaban las ciudades; y los representantes eclesiásticos. Esta división de la representatividad del Reino de Valencia, al contrario de lo que ocurría en Aragón y Cataluña, propició el declive de la influencia del reino pues no contaba con una voz unitaria frente a la Corona. Al no contar con una voz fuerte, cada demanda económica de la Corona era atendida, al contrario de lo que ocurría en otros territorios de la Corona de Aragón donde no eran raros los levantamientos en armas. Además, la propia división del poder entre Generalidad, nobles, patriciado urbano e Iglesia propició que las tres últimas se institucionalizarán aísladamente para poder prestar servicios, construir infraestructuras defensivas, etc. consolidándose en sus respectivos territorios. Estas instituciones, como es obvio, competían con la Generalidad. 
Llegados a esta situación, la Diputación del General, antiguo nombre de la Generalidad, ya solo recaudaba impuestos que cedía a estas instituciones nacidas de los Estaments; por tanto, no podía representar al Reino de Valencia que quedaba descabezado. 
La Diputación del General, como el resto de las instituciones del Reino de Valencia fue abolida en 1707, como consecuencia de la promulgación por Felipe V del Decreto de Nueva Planta, en plena Guerra de Sucesión.

### La Generalidad democrática
Tras la aprobación del Estatuto de Autonomía de la Comunidad Valenciana en 1982 las nuevas instituciones de gobierno autonómico recibieron el nombre de Generalidad Valenciana, pese a que se trataba de un organismo absolutamente distinto de su homónimo medieval y moderno. En el año 2006, con la reforma del Estatuto, se elimina el gentilicio «Valenciana» y su correspondencia en español, siendo oficial únicamente la denominación valenciana de Generalitat.

## Instituciones de la Generalidad Valenciana

Emblema de las Cortes

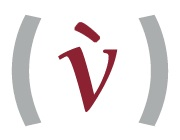
Logo de la CVC

Logo de la AVL

### Poder ejecutivo
El Consejo de la Generalidad Valenciana (el Consell de la Generalitat, oficialmente y en valenciano), está formado por un presidente (que es a su vez el presidente de la Generalidad), un vicepresidente o vicepresidentes, en su caso, y los Consejeros (Consellers). Ostenta la potestad ejecutiva y reglamentaria (en materias de su competencia) y dirige la Administración de la Generalidad Valenciana. Se encuentra regulado en el Estatuto de Autonomía de la Comunidad Valenciana y en la Ley de Gobierno Valenciano.

### Poder legislativo
Las Cortes Valencianas (Les Corts, oficialmente y en valenciano) son el órgano legislativo de la Generalidad Valenciana. Representa al pueblo valenciano y ejerce la potestad legislativa, aprueba los presupuestos de la Generalidad y controla e impulsa la acción política y de Gobierno. Actualmente se compone de 99 diputados, elegidos por un plazo de cuatro años mediante sufragio universal, libre, igual, directo y secreto. Las Cortes tienen como sede el Palacio de los Borja (también conocido como Palacio de Benicarló) en la ciudad de Valencia.

### Instituciones fiscalizadora, consultivas y normativas
Según el Estatuto de Autonomía Valenciano queda recogido que la Generalidad Valenciana cuenta con las siguientes instituciones consultivas:
- El Síndico de Agravios (Síndic de Greuges, oficialmente y en valenciano), su función principal es velar por el cumplimiento y respeto de los derechos y libertades de los ciudadanos frente a la Administración de la Comunidad Valenciana.
- La Sindicatura de Cuentas, (Sindicatura de Comptes, oficialmente y en valenciano), es el órgano al que corresponde el control externo económico y presupuestario de la actividad financiera de la Generalidad, de los entes locales comprendidos en su territorio y del resto del sector público valenciano, así como de las cuentas que lo justifiquen.
- El Consejo Valenciano de Cultura (Consell Valencià de Cultura, en valenciano), es una institución que cumple la función de ser órgano consultivo y asesor del conjunto de las instituciones de la Generalidad Valenciana en aquellas cuestiones que tengan que ver con la cultura valenciana.
- El Consejo Jurídico Consultivo (Consell Jurídic Consultiu, oficialmente y en valenciano) es el supremo órgano consultivo de las Administraciones Públicas de la Comunidad Valenciana. Se encuentra regulado por la Ley 10/1994, de 19 de diciembre, de la Generalidad,[15] de creación del Consell Jurídic Consultiu de la Comunitat Valenciana, que ha sido modificada varias veces, y por su Reglamento, aprobado por el Decreto 138/1996, de 16 de julio[16] del Gobierno Valenciano.
- El Comité Económico y Social, (Comité Econòmic i Social, oficialmente y en valenciano), es un ente consultivo del Gobierno Valenciano y, en general, de las instituciones públicas de la Comunidad Valenciana, en materias económicas, sociolaborales y de empleo.
- La Academia Valenciana de la Lengua (Acadèmia Valenciana de la Llengua, oficialmente y en valenciano) es la institución que tiene por función determinar y elaborar, en su caso, la normativa lingüística del valenciano, así como velar por el valenciano partiendo de la tradición lexicográfica, literaria, y la realidad lingüística genuina valenciana, así como la normalización consolidada, a partir de las denominadas Normas de Castellón.

## Ubicación
- La Generalidad tiene su sede en la ciudad de Valencia, en el Palacio de la Generalidad Valenciana, pero sus instituciones pueden establecerse en cualquier lugar de la Comunidad.
- Las Cortes tienen su sede en la ciudad de Valencia, en el Palacio de Benicarló.
- La presidencia de la Generalidad se ubica en el Palacio de Fuentehermosa, el cual está ubicado en la calle Caballeros de Valencia, frente al Palacio de la Generalidad Valenciana.
- Las oficinas de la mayor parte de las consejerías están ubicadas en el Complejo Administrativo del 9 de Octubre.

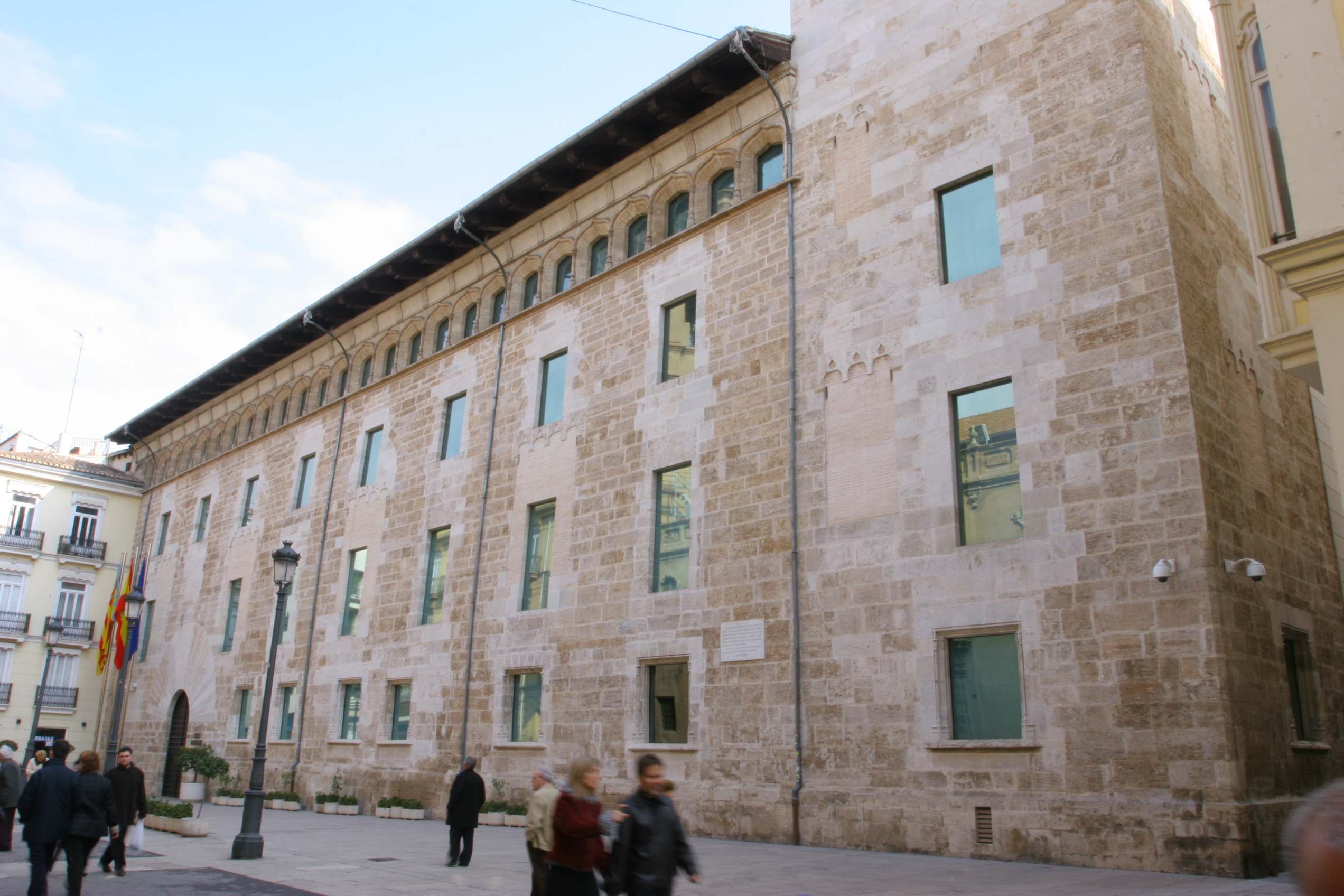
Palacio de Benicarló, sede de las Cortes
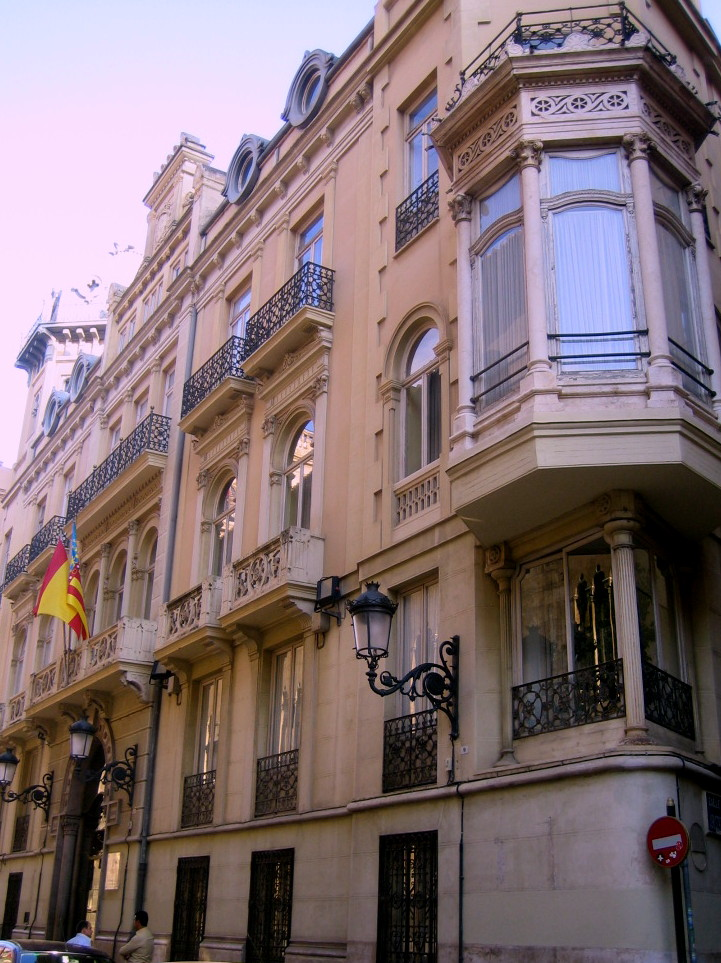
Palacio de Fuentehermosa, sede de Presidencia
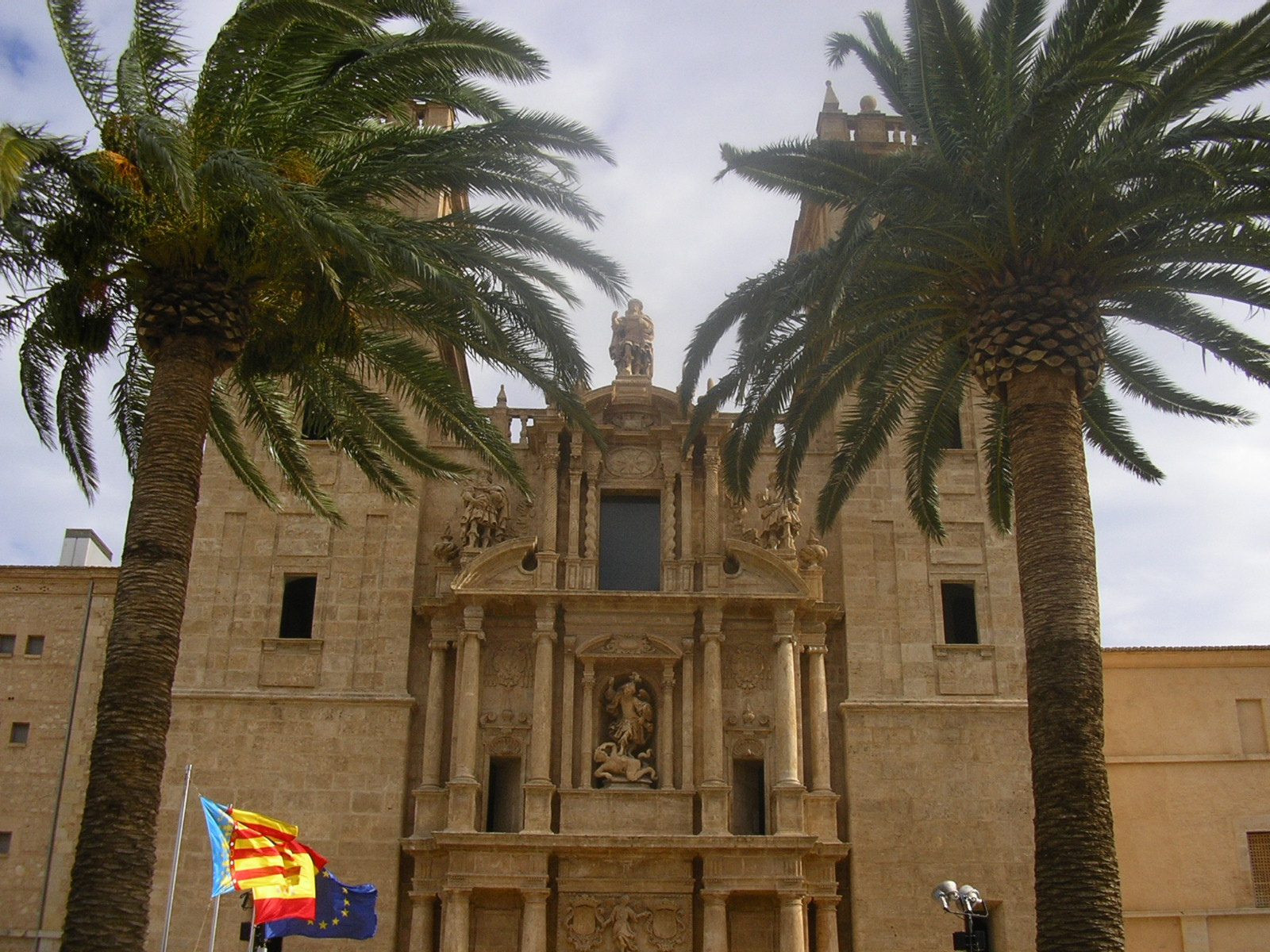
San Miguel de los Reyes, sede de la AVL
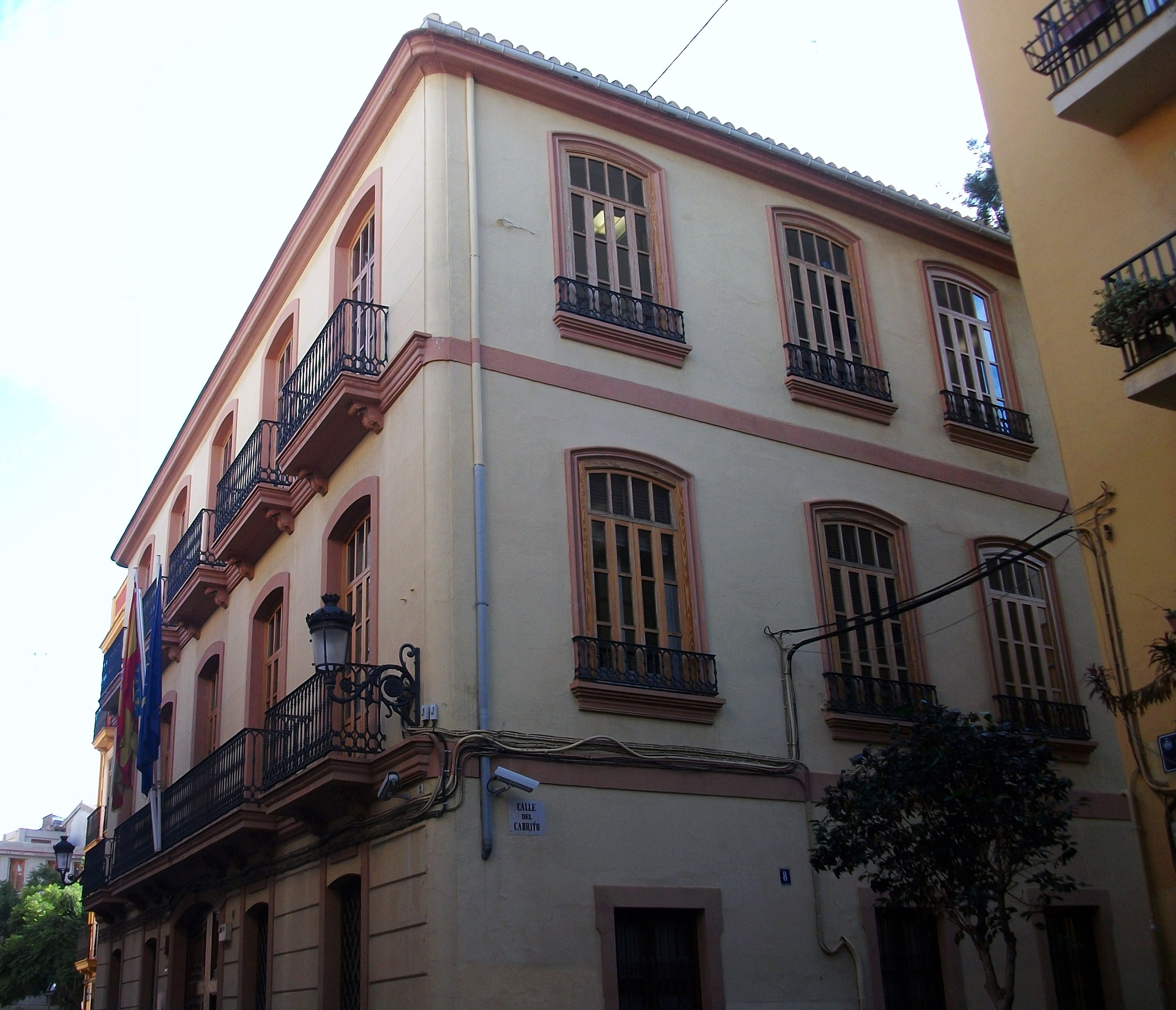
Palacio de Forcalló, sede del CVC
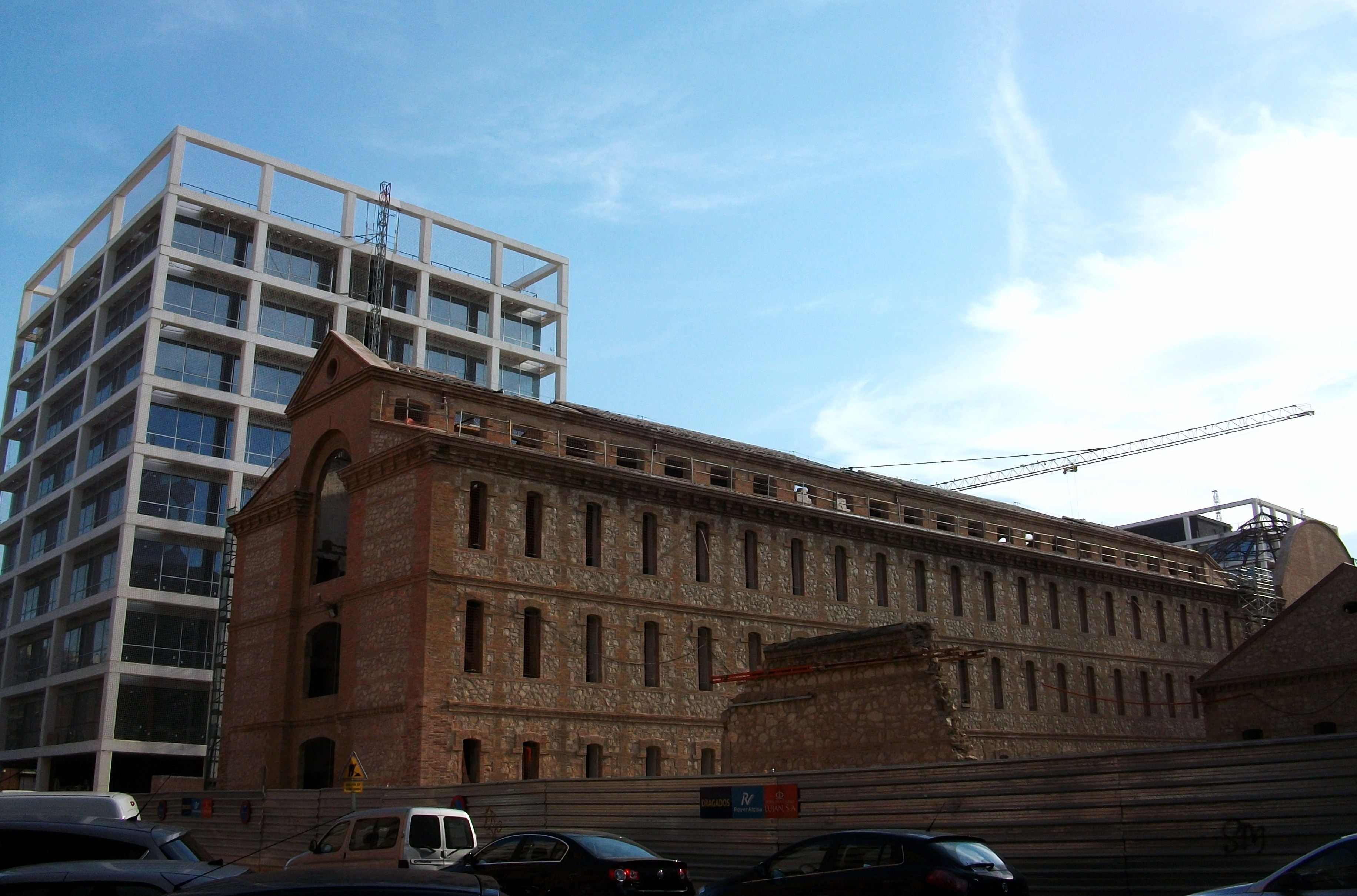
Complejo Administrativo del 9 de Octubre